# Melissa (crv)
Melissa (također poznata pod nazivima "Mailissa", "Simpsons", "Kwyjibo" i "Kwejeebo") je ime za makro virus koji se širi preko elektroničke pošte. Zbog toga što nije samostalni program, ne može se klasificirati kao računalni crv.

## Povijest
Virus je prvi puta otkriven 26. ožujka 1999. godine kada je rušio poslužitelje elektroničke pošte. Prvobitno nije bio dizajniran kako bi naštetio internetu, ali je preopteretio poslužitelje i stvorio je probleme.
Melissa je prvi put bila distribuirana na Usenetu, nalazeći se unutar datoteke "List.DOC" koja je sadržavala lozinku te korisniku omogućila pristup 80 pornografskih internetskih stranica. 

## David L. Smith
Virus je kreirao David L. Smith (Aberdeen Township, New Jersey) i dao mu ime prema striptizeti iz Miamija. 
Melissa je sama po sebi "posvećena" Kwyjibo-u, lažnoj riječi koju je Bart Simpson izmislio u drugoj epizodi prve sezone Simpsona (Bart the Genius).
Smith je osuđen na deset godina zatvorske kazne, od čega je odslužio samo dvadeset mjeseci te mu je izrečena novčana kazna od 5000  američkih dolara. Nakon što je izašao iz zatvora, Smith je  FBI-ju pomogao pronaći Jan de Wita, nizozemskog kreatora kompjuterskog virusa zvanog Ana Kurnjikova.

## Specifikacije
Virus se može širiti preko programa za obradu riječi (Microsoft Word 97, Word 2000, Microsoft Excel 97, 2000 i 2003). Također se može masovno poslati preko programa Microsoft Outlook 97 ili Outlook 98.
Ako je  Wordov dokument koji sadrži virus preuzet i otvoren, makro u virusu će se pokrenuti i poslati se. 

## Inačice virusa
U inačice ovog virusa spadaju Melissa.U, Melissa.V, Melissa.W i Melissa.AO.

##### Melissa.V
Još jedna inačica izvornog makro virusa Melisse koja je srodna Melissi.U. Koristi Microsoft Outlook i pokušava se poslati prvih četrdesetima kontaktima u adresaru. Predmet poruke pri slanju e-pošte izgleda ovako: My Pictures (<Username>) (Moje slike (<Korisničko ime>) gdje je (<Korisničko ime>) registrirana adresa pošiljateljeve kopije dokumenta.
Također postoji i inačica Melissa.V/E koja uništava Microsoft Excel datoteke ili ih, u najgorem slučaju, čini potpuno beskorisnima.
Kasnija preinaka ove inačice unaprijeđena je tako da čuva pričuvne primjerke uništenih datoteka te traži 100 dolara otkupnine za pojedinu datoteku. 
Nedugo zatim otkriveno je kako virus ostavlja vidljive tragove na registru sustava Windows te kako se ukradeni podatci mogu vratiti, a virus uništiti.

##### Melissa.W
Melissa.W ne smanjuje sigurnosne postavke u Microsoft Wordu 2000 zato što bi tada prema funkcionalnosti bila jednaka Melissi A.

##### Melissa.AO
Verzija "Melissa.AO" svakog desetog dana u mjesecu u deset sati ujutro šalje tekstualnu poruku "Worm! Let's We Enjoy.".